# Hypothermia
Hypothermia (с англ. — «гипотермия») — шведская музыкальная группа, образованная в 2001 году.

## История
Группа была основана в 2001 году в Гётеборге Кимом Карлссоном — одним из основателей Lifelover. Название группы появилось как реакция на случай, когда Карлссон, будучи в состоянии сильного алкогольного опьянения, потерял сознание в снегу и медикам едва удалось реанимировать его. Первые годы существования коллектив являлся дуэтом: Карлссон играл на гитаре и пел, а на барабанах играл Патрик Аннесетер. В этом составе группа выпустила две демо-записи: Saphien Irretable (2003) и Suicide Fixation (2004). В том же 2004 году место Аннесетера за барабанной установкой занял музыкант Nachtzeit, а также вышли 2 демо-альбома: Svarta nyanser av ljus и Självdestruktivitet född av monotona tankegångar. В следующем году группа записала 2 сплит-альбома: Lead Yourself to Failure с Durthang и Sjuklig intention с Dimhymn, после чего Nachtzeit покинул коллектив.
Первый студийный альбом Veins вышел в сентябре 2006 года на лейбле Кима Карлссона Insikt, позже были выпущены сплит-альбомы с такими группами, как Aska, Svartnar и Arkha Sva. В этом же году вышел второй студийный альбом Köld. В 2007 году на лейбле Total Holocaust Records выходит третий полноформатный альбом Rakbladsvalsen, это последний альбом, над созданием которого участвовал Nachtzeit (первые 3 альбома были записаны до его ухода).
В 2008 году выходят сплиты Grimnir/Trist/Regnum/Hypothermia и Black Howling/Hypothermia, а также мини-альбом Gråtoner и демо Kaffe & blod. Через 2 года выходит четвёртый студийный альбом Skogens hjärta, состоящий из одного одноимённого трека. В 2013 году выходит сплит-альбом Tanke & minne c группой Svarti Loghin, а в 2014 году выходят 2 ранее неизданные демозаписи Självdestruktivitet född av monotona tankegångar IV: Warakumbla и Självdestruktivitet född av monotona tankegångar III.
Пятый полноформатный альбом Svartkonst вышел 15 мая 2015 года на Agonia Records.

## Участники группы
- Ким Карлссон — гитара, вокал (2001 — наши дни)
- Ханс Колс — гитара (2013 — наши дни)
- Фил А. Сирон — бас-гитара (2016 — наши дни)
- Сантино ван дер Аа — ударные (2017 — наши дни)

### Бывшие участники
- Патрик Аннесетер — ударные (2003—2004)
- Nachtzeit — ударные (2004—2005)
- Рихард Абрамс — ударные (2005—2016)
- Юханнес Абрахамссон — гитара (2006—2008)
- Патрик Микаэльсен — гитара (2009—2012)
- Карл Ульвинен — гитара (2012—2013)

### Сессионные музыканты
- Бенгт Юэль «Non» Мальмен — гитара (2009)

## Дискография

### Студийные альбомы
- Veins (2006)
- Köld (2006)
- Rakbladsvalsen (2007)
- Skogens Hjärta (2010)
- Svartkonst (2015)

### Сплит-альбомы
- Lead Yourself to Failure (сплит с Durthang, 2005)
- Sjuklig Intention (сплит с Dimhymn, 2006)
- Aska/Hypothermia (сплит с Aska, 2006)
- Undergången (сплит с Svartnar, 2006)
- Arkha Sva/Hypothermia (сплит с Arkha Sva, 2006)
- Grimnir/Trist/Regnum/Hypothermia (сплит с Grimnir, Trist, Regnum, 2008)
- Black Howling/Hypothermia (сплит с Black Howling, 2008)
- Tanke & Minne (сплит с Svarti Loghin, 2013)

### Мини-альбомы
- Gråtoner (2008)
- Kaffe & blod II (2017)

### Демозаписи
- Saphien Irretable (2003)
- Suicide Fixation (2004)
- Svarta nyanser av ljus (2004)
- Självdestruktivitet född av monotona tankegångar (2004)
- Självdestruktivitet född av monotona tankegångar II — Monoton negativitet (2005)
- Kaffe & Blod (2008)
- Självdestruktivitet född av monotona tankegångar IV: Warakumbla (2014)
- Självdestruktivitet född av monotona tankegångar III (2014)